# Elaphoidella hirsutus
Elaphoidella hirsutus is een eenoogkreeftjessoort uit de familie van de Canthocamptidae. De wetenschappelijke naam van de soort is voor het eerst geldig gepubliceerd in 2010 door Young.